# NGC 7466
NGC 7466 (другие обозначения — IC 5281, PGC 70299, ZWG 475.23, UGC 12319, MK 1127, MCG 4-54-17, NPM1G +26.0515, IRAS22596+2647) — спиральная галактика (Sb) в созвездии Пегас.
Этот объект входит в число перечисленных в оригинальной редакции «Нового общего каталога».